# Tatort: Märchenwald
Märchenwald ist ein Fernsehfilm aus der Kriminalreihe Tatort der ARD und des ORF. Der Film wurde vom Norddeutschen Rundfunk produziert und am 24. Oktober 2004 erstmals ausgestrahlt. Es handelt sich um die Tatort-Folge 576. Für Kriminalhauptkommissarin Charlotte Lindholm (Maria Furtwängler) ist es ihr 5. Fall.

## Handlung
Kriminalhauptkommissarin Charlotte Lindholm vom LKA Hannover wird von Polizeihauptmeister Karl Mertens bereits erwartet, als sie in einem in privater Hand befindlichen Waldgebiet bei Lengsfeld eintrifft. Ein tödlicher Schuss wurde auf einen jüngeren Mann abgefeuert. Gefunden wurde er von Herbert Kupka, Förster und Verwalter von Werner Freden, dem der Wald und ein Gut am Ende des Dorfes gehören. Mertens äußert gegenüber Lindholm den Verdacht, dass der unbekannte Tote auf die Beschreibung von einem der Täter passen würde, die in einem Raubmordfall in Hameln gesucht würden. Um mit Kupka zu sprechen, folgt ihm die Kommissarin in sein Haus, wo sie seiner Tochter Marie und seiner Mutter Babett begegnet und erfährt, dass Kupkas Frau vor kurzem bei einem Autounfall verstorben sei. Im Auto saßen auch Marie und Kupka selbst. Lindholm will noch wissen, was am Hohenstein so gefährlich sei. Sie hatte mitbekommen, wie Kupkas Mutter ihrem Sohn sorgenvoll erzählt hatte, dass Marie schon wieder am Hohenstein gewesen sei. Am Hohenstein ist der Unfall passiert, es geht dort steil in eine Schlucht hinunter.
Sämtliche Gewehre der Dorfbewohner werden eingesammelt. Die Kommissarin bezieht erst einmal Quartier im „Dorfkrug“. Als sie dessen Inhaber Josef Brake ein Polaroid-Foto des Toten zeigt, verneint er ihre Frage, ob er den Mann auf dem Foto kenne. Lindholm registriert außerdem aus diversen Gesprächsfetzen, dass Werner Freden extrem unbeliebt im Ort ist. Von Karl Mertens erfährt sie später, dass Freden ein Zugereister sei und noch dazu, wie er sich ausdrückt, „ein Ossi“, der ins Dorf gekommen sei und die Regeln geändert, den Wald aufgekauft und Leute entlassen habe, wie zum Beispiel Walter Gramisch. 
Von Frau Behrendt, der Inhaberin der „Pension Erika“, erfährt Lindholm, dass der Mann auf dem ihr gezeigten Polaroidfoto aussehe wie ihr Schlafgast letzte Nacht. Er sei auf Empfehlung von Isabelle aus dem Dorfkrug zu ihr gekommen. Seinen Namen wisse sie nicht, zeigt Charlotte aber die für sie nur schwer entzifferbare Anmeldung, die mit den Anfangsbuchstaben „Moli…“ beginnt. Er sei heute früh kurz nach zehn gegangen. Als sie am frühen Morgen Joggen gewesen sei, sei ihr Walter Gramisch mit einem Gewehr auf der Schulter am Waldrand begegnet. Isabelle gibt bei einer späteren Befragung an, sie habe den Mann auf dem Foto nicht wiedererkannt. Auch die Brüder Gerd und Walter Gramisch verneinen ihre Frage, ob ihnen der Tote auf dem Foto bekannt sei. Es wird festgestellt, dass Gramischs Waffe vom Kaliber her passen würde. Daraufhin ordnet die Kommissarin eine Durchsuchung bei den Gramischs an. Polizeihauptkommissar Mertens und Polizeioberkommissar Hansen warten morgens vor dem Dorfkrug auf Lindholm, die nach ihrer gemeinsamen Nacht mit Tobias den Dorfkrug verlässt. Nachdem Mertens der Kommissarin den Kollegen Hansen vorgestellt hat, brechen die drei zur Hausdurchsuchung des Gramisch Hofes auf. Bei dieser stößt Hansen tatsächlich auf die vermutliche Tatwaffe und präsentiert sie den Kommissaren und den Brüdern Gramisch. Walter Gramisch ist entsetzt und behauptet, es sei nicht sein Gewehr, man habe es ihm „untergejubelt“. Mertens nimmt ihn mit den Worten „Das klären wir alles auf dem Amt weiter“ fest.
Renate Kohler, Fredens Haushälterin, äußert sich positiv über den Gutsherrn. Er sei zusammen mit Kupka Berufssoldat in der ehemaligen DDR gewesen. Sein Vermögen habe er geerbt. Etwas spitz fügt sie noch an, dass er lieber auswärts esse, seit die hübsche neue Kellnerin im Dorfkrug arbeite. Wie die weiteren Ermittlungen ergeben, handelt es sich bei dem Toten um Hans Cuvillier, einen ehemaligen Polizisten, der zu zwei Jahren Haft verurteilt worden war, weil er ein Wohnhaus mit hohem Ausländeranteil angezündet hatte. Da bei Gramisch kein rechtsradikaler Hintergrund erkennbar ist, ist es mehr als unwahrscheinlich, dass er etwas mit Cuvillier zu tun hatte. Laut KTU steht jedoch fest, dass Cuvillier mit der Waffe erschossen wurde, die man bei Gramisch sichergestellt hatte. In ihrer Vernehmung konfrontiert Lindholm Gramisch damit, dass er den Falschen erwischt habe, jemanden den man von hinten für Freden hätte halten können. Gramisch gibt zu, dass er Freden gehasst habe, jedoch nur einen Rehbock habe schießen wollen und keinesfalls auf den verhassten Gutsbesitzer. Da er erst Marie und dann ihren Vater gesehen habe, habe er den Rückzug aus dem Wald angetreten und den Schuss gehört, als er schon am Waldrand angekommen sei. 
Inzwischen erzählt Kupka Freden aufgeregt, dass man Gramisch verhaftet habe, obwohl er unschuldig sei. Er wirft Freden vor, dass er Gramisch benutze. Wieder will Freden Kupka unter Druck setzen, indem er darauf verweist, dass er ihm einst das Leben gerettet habe. Kupka erwidert, dass sie damals ihre Pflicht erfüllt hätten und er außerdem doch erst 18 Jahre alt gewesen sei und an ihn geglaubt habe. Freden wirft ihm vor, dass er doch immer noch einen Aufpasser brauche, weil er einfach nicht die Verantwortung für sein Leben übernehmen wolle. Er brauche ihn und könne sich doch immer auf ihn verlassen. Kupka jedoch beharrt darauf, dass er dafür sorgen werde, dass Gramisch nicht ins Gefängnis gehen müsse. Er werde das verhindern. Freden erwidert, er solle sich das gut überlegen, das könne bittere Konsequenzen für ihn haben.
Als Lindholm mit Hans Cuvilliers Eltern spricht, erfährt sie von dem Pastorenehepaar, dass Hans und seine Schwester Karin nach der Wende von ihnen adoptiert worden waren. Hans’ eigentlicher Nachname sei Molitur. Freden habe sich sehr um die Mutter von Hans und Karin gekümmert, nachdem ihr Vater Winfried Molitur bei einem Fluchtversuch über die Grenze erschossen worden sei. Zwei Wochen später habe sich die Mutter der Kinder dann erhängt. Sie sei nach dem Fluchtversuch ihres Mannes pausenlos verhört worden und habe dem Druck wohl nicht mehr standgehalten. Hans und Karin seien still und verschlossen geblieben, sie hätten keinen Zugang zu ihnen gefunden. Der Todesschütze sei damals freigesprochen worden mit dem Hinweis auf Befehlsnotstand und Überforderung aufgrund seines sehr jungen Alters. Karin habe irgendwann ganz losgelassen und sei durch die Welt gereist. Als Hans dann seine Arbeit bei der Polizei verloren habe, habe er vollständig den Halt verloren. 
In einem erneuten Gespräch der Kommissarin mit Kupka, dem sie in den Wald gefolgt ist, bestätigt er, dass er Hans’ Vater erschossen habe, aber an seinem Tod keine Schuld trage. In diesem Moment fällt ein Schuss und trifft Kupka in den Rücken. Hilfe trifft ein und Lindholm meint zu Mertens, ob dieser verdammte Wald denn alles schlucke.
Später bittet die Kommissarin Kupkas Mutter in einem Gespräch, ihr ein paar Fragen zu beantworten. Die Frau erzählt vom gemeinsamen Dienst ihres Sohnes und Fredens an der Grenze und dass ihr Sohn einen Republikflüchtling erschossen habe. Dieser Mann habe Werner Fredens’ Namen gerufen, bevor der Schuss gefallen sei. Unmittelbar nach dem Vorfall sei Freden längere Zeit verschwunden gewesen, da habe er sich um die Witwe des Opfers gekümmert. Nachdem die Frau sich erhängt habe, sei er dann wieder bei ihr und ihrem Sohn in erbärmlichem Zustand aufgetaucht. Sie glaube, er habe den Tod des Flüchtlings bewusst in Kauf genommen, weil er dessen Frau wollte. 
Marie spricht unterdessen im Wald mit Isabelle, die sie für einen Engel hält. Das Kind macht ihr jedoch Vorwürfe und meint, sie sei ein böser Engel, sie habe ihre Mama schon geholt und den Mann im Wald und nun wolle sie sich auch noch ihren Papa holen. Als Lindholm später mit der Kleinen spricht, geht ihr ein Licht auf, sie glaubt zu wissen, wer dieser Engel ist. Zurück im Dorfkrug durchsucht sie Isabelles Zimmer. Dort findet sie ein Foto und ein Buch mit dem Eintrag Karin Cuvillier, was ihre Vermutung bestätigt.
Inzwischen hat die falsche Isabelle Freden zu einem Spaziergang im Wald überredet. Am Hohenstein angekommen, fragt sie ihn: „Wussten Sie, dass ich meiner Mutter wie aus dem Gesicht geschnitten bin; haben Sie mich deshalb immer so angeschaut?“, und fährt fort: „Sie haben meine Mutter geliebt, deshalb wollten Sie meinen Vater aus dem Weg haben und deshalb haben Sie jetzt auch auf meinen Bruder geschossen. Sie haben Kupka benutzt.“ Dann richtet sie eine mitgebrachte Pistole auf ihn, lässt aber davon ab, weil er die stärkeren Nerven hat. Er nimmt ihr die Waffe ab und richtet sie auf sie. Da kommt Lindholm hinzu und nimmt Freden fest. Als die Kommissarin Freden mit der Aussage konfrontiert, er habe Hans Molitur regelrecht hingerichtet, stürzt Isabelle sich völlig außer sich auf Freden, der das Gleichgewicht verliert und über den Felsvorsprung abrutscht, sich aber gerade noch festklammern kann. Lindholm reicht ihm die Hand, wird aber von seinem Gewicht immer mehr dem Abgrund zu gezogen. Ein letzter Blick von Freden auf Isabelle/Karin, und dann lässt er Lindholms Hand los.

## Produktion

### Hintergrundnotizen, Dreharbeiten
Die Dreharbeiten zum Film fanden vom 2. März bis zum 1. April 2004 in Hannover und im Weserbergland zwischen Bad Pyrmont und Hameln sowie auf dem Hohenstein Plateau des Süntel im Calenberger Bergland statt.

### Privates der Kommissare
In dieser Folge hält Martin sich in China auf und muss feststellen, als er erwartungsvoll zurückkommt, dass Charlotte sich wieder einem anderen Mann zugewandt hat, nämlich dem Staatssekretär Tobias Endres, mit dem sie über mehrere Folgen eine Verbindung eingeht. Als sie Quartier im Dorfkrug bezieht, begegnet sie Tobias Endres, ohne zu diesem Zeitpunkt seinen Namen schon zu kennen. Auf ihre Frage, ob ihm irgendetwas aufgefallen sei, antwortet er charmant, außer ihr, sei ihm im Ort nichts aufgefallen.
Als sie später in dem im Dorf gekauften wenig kleidsamen Schlafanzug im Dorfkrug auf ihrem Balkon steht, wird sie von dem attraktiven Gast vom Nebenbalkon, der ihr schon aufgefallen war, angesprochen. Ohne groß zu überlegen, wirft sie ihm auf sein „Kompliment“ an den Kopf, er sei sicher Widder, Aszendent Zwilling, dieser natürliche Charme, gepaart mit Überheblichkeit. Als er erwidert, sie habe recht, dieses Sternzeichen habe er tatsächlich, kann Lindholm es kaum fassen. Als er noch auf einen Schluck Wein zu ihr kommen will, bittet sie, ihr 30 Sekunden zu geben, sie komme zu ihm. Hektisch durchsucht sie dann ihre Tasche nach passender Kleidung, verwirft aber vor dem Spiegel immer wieder. Als sie endlich bei ihm klopft, öffnet er nicht, sodass sie Kommissarin den Weg über den Balkon wählt. Endres ist inzwischen eingeschlafen. Charlotte kann nicht widerstehen und sieht sich seinen Personalausweis an. „Tobias Endres“, murmelt sie, als eine Stimme hinter ihr meint: „Immer noch im Dienst?“ Es folgt ein Kuss, und gegen Morgen schleicht die Kommissarin sich aus Endres’ Zimmer.
Zu beobachten ist auch Lindholms Enttäuschung, als sie nach der ersten gemeinsamen Nacht vergeblich auf einen Anruf von Endres wartet und dann auch noch erfährt, dass er im Dorfkrug ausgecheckt hat sowie ihre Freude, als er dann wieder da ist. Er gesteht ihr am Ende des Films, dass er geschwindelt habe, kein „Widder“, sondern „Krebs“ sei, und seinen „Aszendenten“ gar nicht kenne.
Polizeihauptmeister Mertens Hobby ist die Astrologie und so charakterisiert er Lindholm folgendermaßen: Jungfrau, Aszendent Skorpion. Gründlichkeit sei ihr eigen sowie analytische Intelligenz, kombiniert mit äußerlicher Kühle und Distanziertheit. Sie sei kontaktfreudig, verschwiegen und ehrgeizig.

### Veröffentlichung
Die Erstausstrahlung des Films erfolgt am 24. Oktober 2004 im Programm der ARD Das Erste.
Diese Tatort-Folge ist auf der DVD „Tatort: Die 2000er Jahre, Vol. 2“ enthalten zusammen mit den Folgen Die kleine Zeugin (452, Odenthal und Kopper) und Oskar (498, mit Sänger und Dellwo).

## Rezeption

### Einschaltquoten
Bei seiner Erstausstrahlung erreichte der Film 9,32 Mio. Zuschauer, was einem Marktanteil von 29,9 % entsprach.

### Kritik
TV Spielfilm formulierte: „Fünfter Fall für die kühle Blonde, leicht gewürzt mit Humor und etwas Liebe.“ Für Humor, Anspruch und Erotik vergab man jeweils einen von drei Punkten, für Spannung zwei. Zusammengefasst wurde die Kritik in dem Satz: „Ein feiner Fall: rätselreich und humorvoll.“ Tittelbach.tv urteilte: „Ein richtiger Mann für Lindholm. Die Krimi-Variante des Waldsterbens: Charlotte Lindholm trifft auf seltsame Wesen – und verliebt sich (mal wieder in Hannes Jaenicke). “Tatort – Märchenwald” […] setzt dem kühlen Charme der Helden ein geheimnisvolles Ambiente entgegen. Eine willkommene Abwechslung zur “Wo-waren-Sie-gestern-Abend”–Routine.“